# Turócszentmárton
Turócszentmárton (szlovákul Martin, korábban Turčiansky Svätý Martin, németül (Turz-)Sankt Martin) város Szlovákiában, a Zsolnai kerület Turócszentmártoni járásának székhelye. A Turóci-medence központja, Turóc vármegye egykori székhelye. Epres, Kossuth, Podháj, Révayfalva, Tomcsány és Zaturcsány tartozik hozzá.

## Fekvése
A Nagy-Fátra és a Kis-Fátra hegységek közt elterülő Turóci-medence északi részén, Zsolnától 27 km-re délkeletre, a Turóc-folyó partján, 395 m tengerszint feletti magasságban fekszik.

## Nevének eredete
Nevét Szent Márton tiszteletére szentelt templomáról kapta, előtagja az egykori vármegyei hovatartozásra utal.

## Története
A várost a 13. században alapították, 1264-ben említik először oklevélben „Zenthmarton” néven. Károly Róbert 1340-ben városi rangra emelte. 1433-ban a husziták felégették. A rendszeres heti vásártartás jogával 1489-ben ruházták fel. A 16. században lakosságának nagy része áttért az evangélikus hitre. Az ellenreformáció idején, 1639-ben az evangélikusok templomát és felekezeti iskoláját elkobozták. A város fejlődése csak a 18. század közepén indult meg, ekkor fejlődött ki ipara.
A 18. század végén Vályi András így ír róla: „SZENT MÁRTON. Mezőváros Túrócz Várm. földes Ura B. Révay Uraság, lakosai katolikusok, többen evangelikusok, fekszik kies térségen, ’s a’ Vármegye-Házával díszesíttetik. A’ 14-dik Században Királyi Város vala. 1756-dikban, 6-dik August. nagyon elégett vala. Az Evangelikusoknak 15 ölnyi hoszszaságú Templomjok felett e’ felűlírat van; SVb pIIs aVgVstIs DoMVs Ista saCrata IehoVć LegIbVs hVngarIć teCta perennIs erIt. – Hajdani bányái most nem míveltetnek; kár, hogy e’ Városnak folyóvize nintsen, mellyet Szahodnik falutól ide lehetne vezetni; határja jól termő.”
Fényes Elek 1851-ben kiadott geográfiai szótárában így ír a városról: „Szent-Márton, tót m. v., Thurócz vmegyében, egy igen kies térségen, a Thurócz vize mellett, számlál 164 kath., 920 evang., 50 zsidó lak. Ékességére szolgál a vármegye szép háza, mellyben tartatnak az ülések; a derék nagy templom, a luther. anyaszentegyház; synagoga, s ezeken kivül más privát, és urasági épületek. Határja nem igen nagy, de termékeny; kivált jó árpát és borsót terem; söre hires; hat országos vásárai felette népesek. Sz. Márton a 14. században sz. kir. város volt, most pedig örökös ura a Révay csal. Ut. p. Th. Zsámbokrét.”
A 19. században a szlovák nemzeti mozgalom központja. Az 1861. június 6–7-én itt megtartott szlovák gyűlés autonómiát, nyelvhasználatot és kulturális jogokat követelt. 1863–75 között, majd 1918 után itt működött a Matica slovenská, a szlovákok kulturális egyesülete. Bútorgyárát 1888-ban, sörgyárát 1893-ban alapították. 1918. október 30-án itt mondta ki a szlovák nemzeti tanács a Csehszlovákiához való csatlakozást. 1919. augusztus 5-én ismét nagygyűlést tartottak a városban Šrobár, Hviezdoslav és Eugène Mittelhauser francia tábornok beszédeivel. A trianoni diktátumig Turóc vármegye Turócszentmártoni járásának székhelye volt.
Az 1944–45-ös szlovák nemzeti ellenállási mozgalom egyik központja, vasútállomásán robbantották fel Otto német tábornok vezérkarát. A város további nagymértékű iparosítása és ennek következtében lakosságának megtöbbszöröződése a II. világháborút követő évtizedekben történt, mely időszakban főként nehézgépipara fejlődött, de ezenkívül gyógyszer-, élelmiszer-, nyomda- és bútoripara is jelentőssé vált.
1949-ben csatolták hozzá Tomcsányt, majd 1955-ig a többi környező kistelepülést, melyek ma már Turócszentmárton külső városrészei.

## Népessége
| Év:            | 1994.  | 2004.   | 2014.   | 2024.    |
| -------------- | ------ | ------- | ------- | -------- |
| Emberek száma: | 60 511 | 59 449  | 56 053  | 50 346   |
| Eltérés:       |        | -1,75 % | -5,71 % | -10,18 % |

| Év:            | 2023.  | 2024.   |
| -------------- | ------ | ------- |
| Emberek száma: | 50 629 | 50 346  |
| Eltérés:       |        | -0,55 % |

1880-ban 2341-en lakták, ebből 1766 szlovák és 100 magyar anyanyelvű.
1890-ben 2860 lakosából 2223 szlovák és 223 magyar anyanyelvű volt.
1900-ban 3357-en lakták, ebből 2501 szlovák és 421 magyar anyanyelvű.
1910-ben 4113-an lakták: 2720 szlovák, 934 magyar és 392 német anyanyelvű.
1921-ben 5657 lakosából 5254 csehszlovák és 33 magyar volt.
1930-ban 8508-an lakták: 7619 csehszlovák és 49 magyar.
1991-ben 58393-an lakták, ebből 56177 szlovák és 158 magyar.
2001-ben 60133 lakosából 57072 szlovák és 144 magyar volt.
2002-ben 61 300 lakosa volt (95%-ban szlovák nemzetiségű).
2011-ben 57 428 lakosából 46 931 szlovák, 576 cseh és 117 magyar volt.
2021-ben 52520-an lakták, ebből 95 (+49) magyar, 48509 (+188) szlovák, 44 (+235) cigány, 35 (+72) ruszin, 897 (+141) egyéb és 2940 ismeretlen nemzetiségű.

## Látnivalók

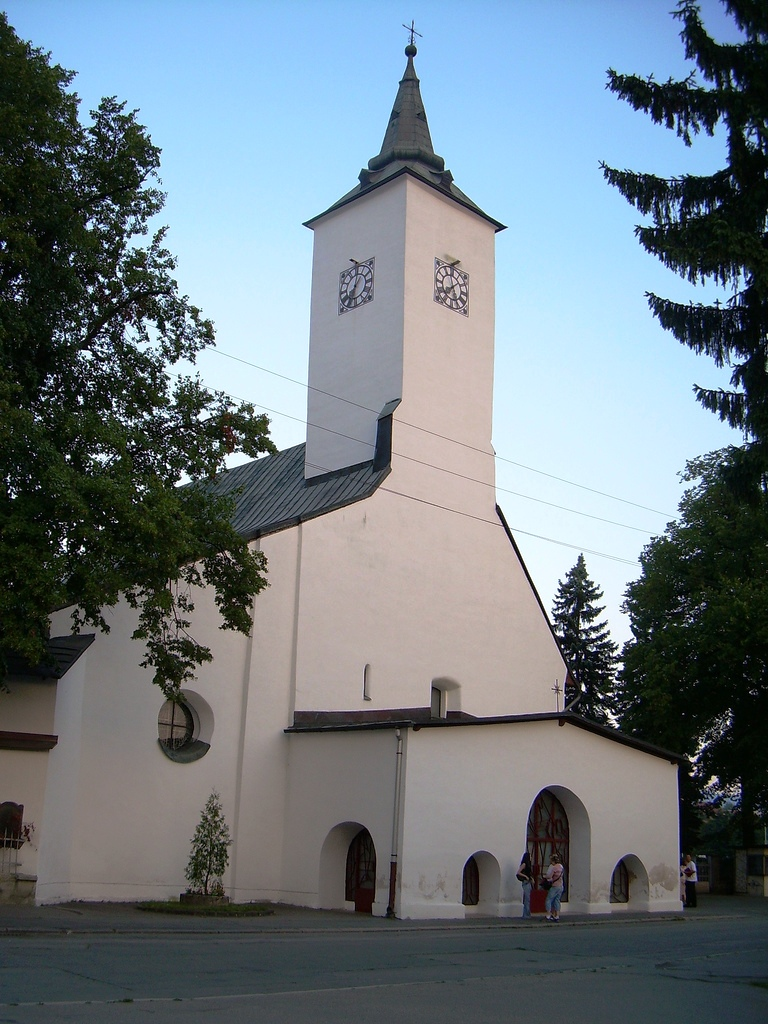
Római-katolikus templom
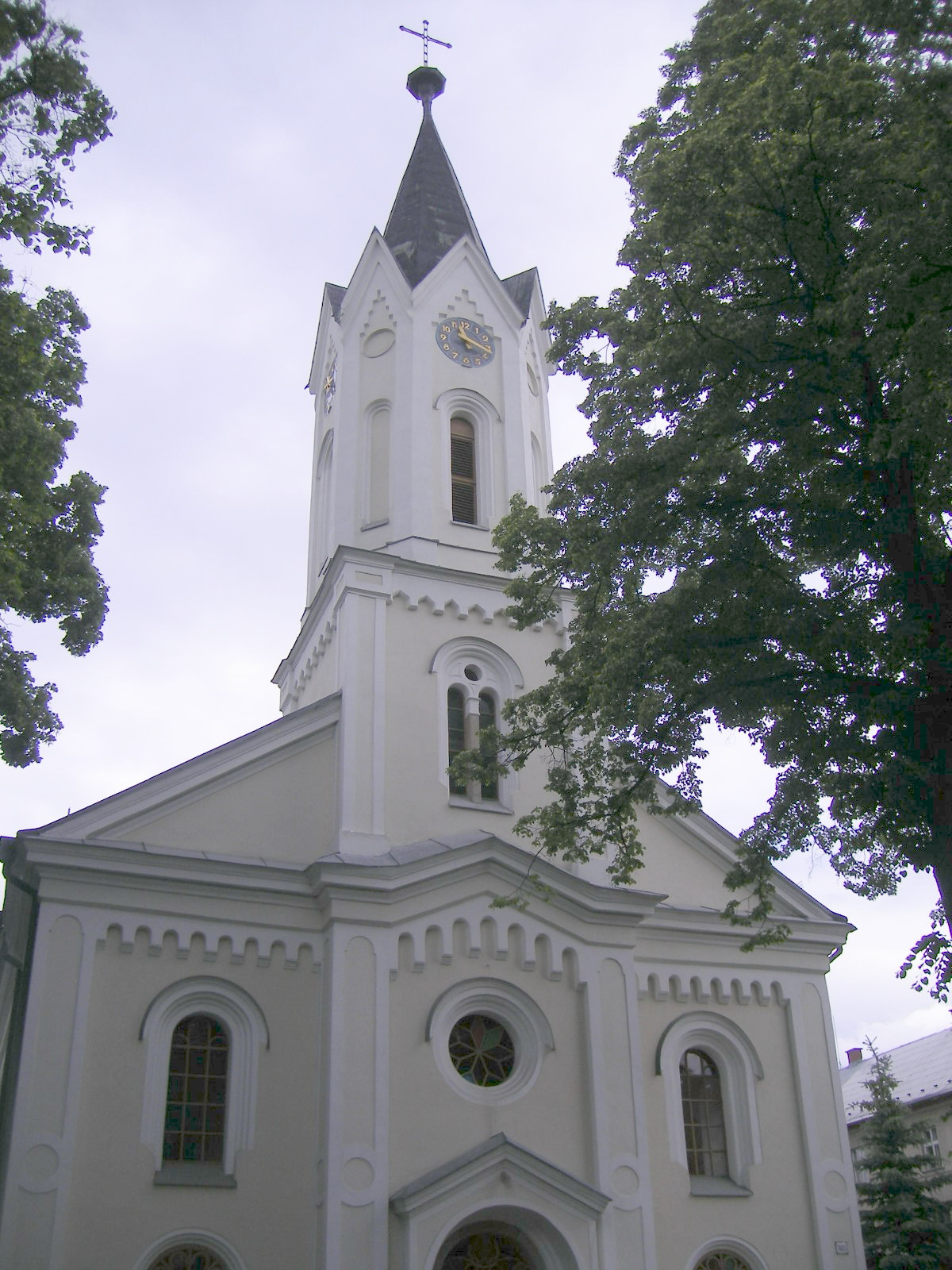
Evangélikus templom
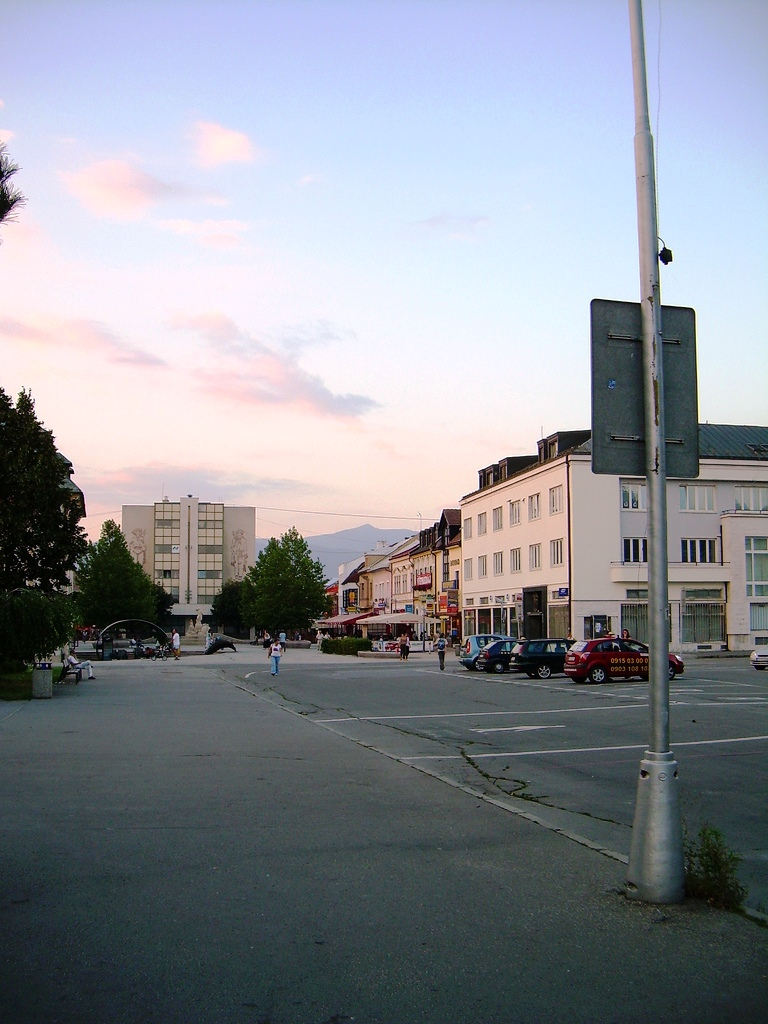
Turócszentmártoni utcakép

- Szent Márton templomát Dancs mester, zólyomi főispán alapította a 13. század elején. Eredetileg román stílusú, két oldalhajója a 16. század elején épült. 1642-ben reneszánsz díszítőelemeket kapott. Toronyórája 1690-ben készült.
- Evangélikus temploma 1784-ben épült empire stílusban.
- Az evangélikus lelkészlak falán látható az 1861. évi nemzeti memorandum emléktáblája.
- Az egykori vármegyeháza 1746-ban épült. Felújítását követően 1983-tól a Turóci Múzeum (szlovákul Turčianske múzeum) székhelye.
- Szlovák Nemzeti Múzeuma 1931-ben épült, az ország legnagyobb múzeuma.
- Színház.
- Andrej Kmeť Turóci Múzeum.
- Turóci Képtár.
- Szlovák Nemzeti Temető. A 18. században alakult ki, eredetileg városi temető volt. 1967-ben nyilvánították nemzeti temetővé.

## Híres emberek

### Itt született
- Voit Paula (1857–1939) Bartók Béla édesanyja.
- Janko Jesenský (1874–1945)  szlovák író.
- Milan Thomka Mitrovský (1875–1943) szlovák festő.
- Hana Gregorová (1885–1958) szlovák írónő.
- Peter Kompiš (1886–1945) szlovák író.
- Zora Jesenská (1909–1972) szlovák írónő.
- Teodor Šebo-Martinský (1911–1980) szlovák zeneszerző.
- Alexander Avenarius (1942-2004) szlovák levéltáros, történész.
- Rastislav Piško (1962. április 7.)  szlovák humorista.
- Révayfalván született 1784-ben báró Mednyánszky Alajos magyar királyi belső titkos tanácsos, Nyitra vármegye főispánja, író, történész, az MTA tiszteleti tagja. A „Festői utazás a Vág völgyében” című útikönyv szerzője.
- Révayfalván született 1938. május 5-én Adolf Scherer világbajnoki ezüstérmes labdarúgó.
- Révayfalván gyerekeskedett Rombauer Tivadar, az Ózdi Kohászati Üzemek megalapítója.

### Itt hunyt el
- Révay Ferenc (1489–1553)[forrás?] turóci főispán, jogtudós.
- János Ernő (1594–1626. december 4.) weimari herceg, hadvezér.
- Ján Šikura szlovák történész, középiskolai tanár.
- Szepesházy Bertalan (1890-1945) katonatiszt, politikus, aranysarkantyús vitéz, a szepességi magyarság szervezője a két világháború között.

Temetőjében számos neves szlovák író, költő, tudós és festő nyugszik.

## Külső hivatkozások
- Turócszentmárton város hivatalos honlapja (szlovák, angol, német és olasz nyelven)
- A város információs portálja
- Travelatlas.sk
- Községinfó
- Turócszentmárton a térképen
- Turócszentmárton régi látképe
- E-obce Archiválva 2022. december 9-i dátummal a Wayback Machine-ben

## Lásd még
- Epres
- Kossuth
- Podháj
- Révayfalva
- Tomcsány
- Zaturcsány